# Melt/Yeh Yeh Yeh
Melt / Yeh Yeh Yeh è il terzo singolo estratto dal secondo album di Melanie C, Reason.
Originariamente era stato stabilito che il terzo singolo sarebbe stato solo Yeh Yeh Yeh, ma la cantante, che ebbe dei problemi al ginocchio in seguito a un incontro di Jūdō, non poté promuovere una canzone movimentata come quella. Fu così aggiunta Melt, essendo una canzone più facile e meno movimentata.
Il singolo è stato pubblicato il 10 novembre 2003 ma ci furono numerosi problemi. Numerose copie del singolo furono incise con un difetto, era infatti stato scambiato l'ordine delle tracce e risultava così che Yeh Yeh Yeh diventò la prima traccia del singolo. Per questo motivo la cantautrice si scontrò con l'etichetta discografica, la Virgin, e anche a causa della difficoltosa distribuzione, il singolo arrivò appena alla ventisettesima posizione della classifica britannica.

## Tracce e formati
UK CD
1. Melt [album version] – 3:44
2. Yeh Yeh Yeh [radio mix] – 3:43

Molte copie di questo cd furono stampate in modo inesatto, così Yeh Yeh Yeh risultò la prima traccia del disco.
UK CD2
1. Melt [album version] – 3:44
2. Yeh Yeh Yeh [radio mix] – 3:43
3. Knocked Out – 3:50
4. Yeh Yeh Yeh [music video] – 3:40

## Classifiche
| Paese       | Posizione massima |
| ----------- | ----------------- |
| Regno Unito | 27                |
| Italia      | 52                |
| Germania    | 63                |